# San Julián de Boada
San Julián de Boada (oficialmente y en catalán Sant Julià de Boada) es una pequeña aldea situada en el municipio de Palau Sator, comarca del Bajo Ampurdán, provincia de Gerona (España). En este núcleo de población se encuentra la pequeña iglesia mozárabe de San Julián, una de las más antiguas de toda la región, atestiguada por un documento de 934.

## Historia
A mediados del siglo XIX, el lugar, ya por entonces perteneciente a Palau Sator, tenía contabilizada una población de 227 habitantes. Aparece descrito en el cuarto volumen del Diccionario geográfico-estadístico-histórico de España y sus posesiones de Ultramar de Pascual Madoz de la siguiente manera:

BOADA (San Julian de): l. de la prov. y dióc. de Gerona (6 horas), part. jud. de La Bisbal (1 1/2), aud. terr. y c. g. de Barcelona (24), ayunt. de Palau Salor (1/4): sit. en llano con libre ventilacion, en particulaf por el N., su clima es templado: tiene 10 casas, 3 fuentes de abundantes y esquisitas aguas, y las ruinas de la que fué su igl. parr., que en la actualidad se halla unida á la de San Feliu de Boada: confina el térm. N. Fonclara y Palau Sator; E. Pals; S. San Feliu de Boada, y O. Palau Sator y Peratallada: el terreno llano, á escepcion de la montaña llamada de Boada, es de mediana calidad: le baña la riera de Palau, que en tiempos de lluvias y avenidas causa gravísimos daños: sus caminos son los que dirijen á los pueblos limítrofes, y se hallan en mal estado. Recibe y despacha el correo por la adm. de la Bisbal, á donde cada uno tiene que irlo á recojer. prod. trigo mezcladizo, cebada, avena, maiz, mijo, cáñamo, habas, garbanzos y otras legumbres; cria ganado lanar, caballar, vacuno y de cerda, caza de perdices y liebres. comercio: esportacion del sobrante de granos. pobl. 9 vec., 64 alm. cap. prod.: 1.407,200 rs. imp. 35,180.
(Madoz, 1846, pp. 361-362)

En 2023 la entidad singular de población de Sant Julià de Boada tenía empadronados 30 habitantes.

## La iglesia de San Julián

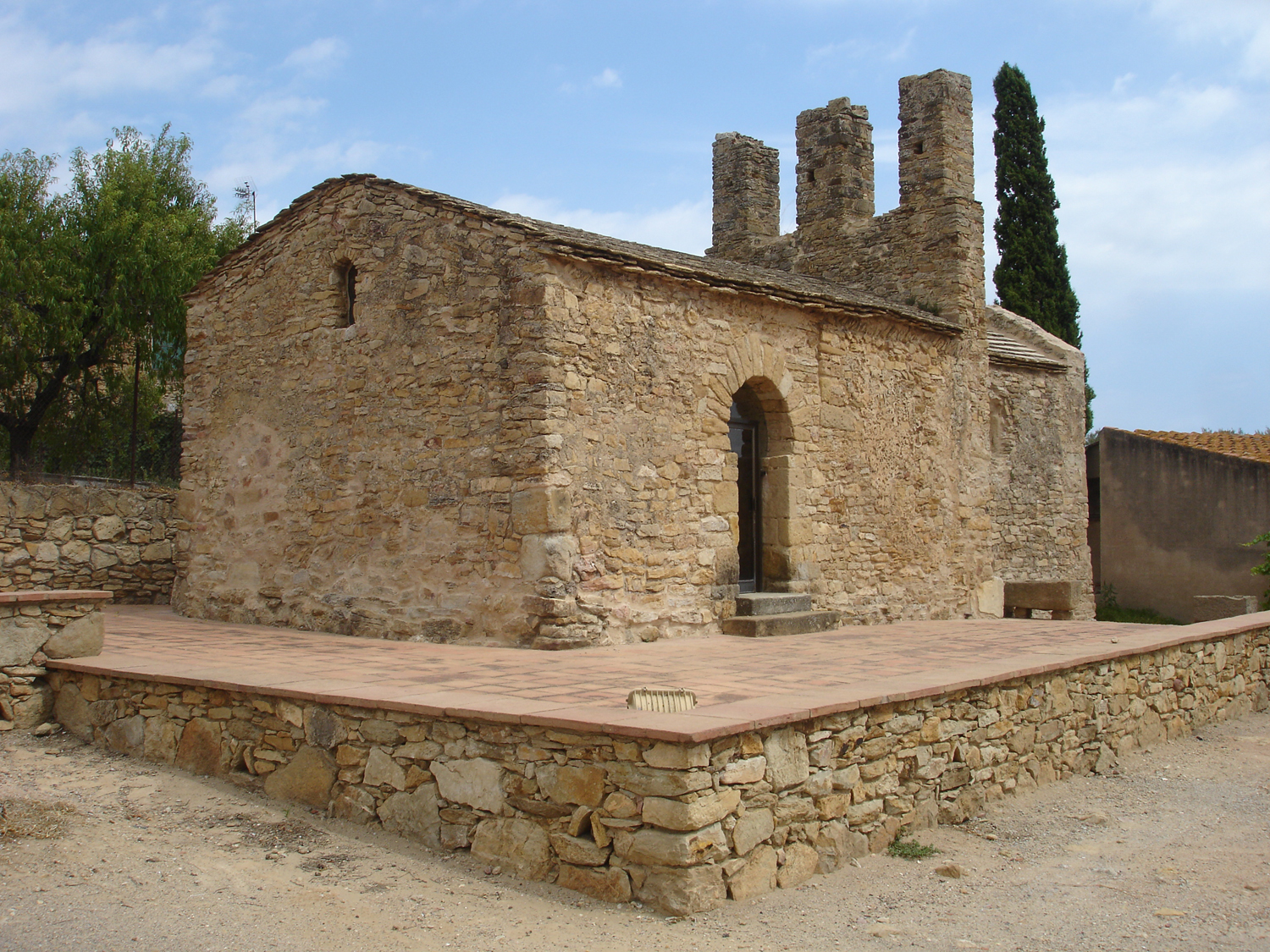
Iglesia de San Julián de Boada

Su origen es posiblemente visigodo y constituye un modelo casi único en Cataluña y algo insólito entre los monumentos conocidos que pueden corresponder a la misma época. 
La iglesita está construida con materiales pobres. Su planta es irregular, así como el espesor de sus muros y consta de tres tramos diferentes. La nave está cubierta por bóveda de medio cañón, ligeramente sobrepasada en el ábside.